# Lejops japonica
Lejops japonica är en tvåvingeart som först beskrevs av Tokuichi Shiraki 1930.  Lejops japonica ingår i släktet sävblomflugor, och familjen blomflugor. Inga underarter finns listade i Catalogue of Life.